# 君たちナイスカポー〜SEX鑑定団〜
『君たちナイスカポー〜SEX鑑定団〜』（きみたちナイスカポー セックスかんていだん）は、女性チャンネル♪LaLa TVで2012年2月2日から同年10月18日まで毎週木曜日20:00 - 20:30（JST）に放送されていた恋愛トークバラエティ番組。隔週で新作。随時リピート放送。全16回。「カポー」はカップルのこと。
NOTTVでも放送されていた。

## 概要
オリエンタルラジオのレギュラー冠番組。LaLa TVは2012年1月のチャンネル名称変更にはじまる大幅リニューアルの一環として、開局以来初めてオリジナル番組のラインナップを一新。同番組はそれら2月始動オリジナル新番組6本のうちの1本。コンセプトは「女性のためのちょっとHなトークバラエティ番組」。毎回10代・20代の若者カップル1組が登場して恋愛エピソードを中心に、馴れ初めから夜の生活まで赤裸々トークを展開。オリラジやアドバイザーも自らの恋愛経験を披露しながら、カップルの悩みや不満を解消していく。出演カップルは番組やLaLaTVを通じて随時募集している。
2012年8月は、同チャンネルの特別編成企画「夏休み一挙放送!」の第1弾として、これまでの放送全14回を2夜連続で一挙放送した。
2012年9月には、番組初のスピンオフ企画『君たちナイスカポー〜チェリーボーイズ応援SP〜』が前編・後編の2回に分けて放送された。

## 内容
オープニング
収録場所にはダブルベッドがあり、毎回オリラジのオープニングトークから“本日のカポー”の呼び込みまでの間は、カップル2人は布団にもぐって待機しているという演出が採られた。例外として第11回の出演カップルは、彼氏の「髪型が崩れちゃう」からという理由でドアから登場した。
ナイスカポー度
番組の最後に本日のカポーの相性を鑑定、フリップボードを使って発表する。回を追うごとに判定方法が変更された。
- 第1回-7回：オリラジの2人が☆の数で判定（満点5つ星）。
- 第8回-9回：中田がカップルの「愛情」「知性」「SEX」「将来性」をそれぞれ5段階で評価。
- 第10回-16回：上記の「将来性」が「あっちゃんが決める項目」に変更、毎回異なるワードが入る。この部分は最後に扱われ、“ボケ”として使われる（第13回からめくりで発表）。

## 出演
MC
- オリエンタルラジオ（藤森慎吾、中田敦彦）

アドバイザー
- ハルカ・オース（ロヴァーシュ魔女）（#1-14）
- 橋本京明（ラスト陰陽師）（#1-14）
- 大原鶴美（コミュニケーションスキル講師)（#15,16）
- 松尾知枝（合コン総研アナリスト)（#15,16）

ゲスト
- 渋谷ゆり（SP前編）
- 天津 木村（SP後編）

## 放送時間
LaLa TVでの放送
- 初回放送：隔週木曜 20:00 - 20:30 ※リピート放送あり
- アンコール放送：隔週土曜 25:00 - 25:25

NOTTVでの放送
当初は、開局ラインナップの1つとして毎週レギュラー放送。その後は「女性チャンネル♪LaLa TVアワー」枠で放送。
「女性チャンネル♪LaLa TVアワー」 - 毎週オリジナルバラエティ番組5本の中から2番組を放送。
- 初回放送：毎週金曜 20:00 - 21:00　NOTTV1
- 再放送：毎週土曜 10:45 - 11:45　NOTTV2

## 特別番組
『君たちナイスカポー〜チェリーボーイズ応援SP〜（前編/後編）』
- 初回放送日：前編　2012年9月6日（木）19:30 - 20:00 / 後編　2012年9月20日（木）20:00 - 20:30
- 出演：オリエンタルラジオ、チェリーボーイズ5名（芸人のきくりんが一員で参加）、ゲスト：渋谷ゆり、天津木村
- 番組内容

恋愛の達人オリラジが恋に奥手のチェリーボーイズたちの恋愛力をアップさせるため、1日かけ都内の恋愛スポットを巡るバスツアーを敢行。行く先々でさまざまな応援企画を実施する。また、移動の車中では5人の童貞エピソードトークが展開される。前編は企画「おっぱいを触らせてあげよう!」でネットで話題のクリーム大福を満喫、「おしゃれなカフェで女性に慣れよう!」では番組が用意したミッションで女性（渋谷）を3分以内に口説けるか挑戦する。後編は「人生初のラブホテルを学ぼう」で一行はラブホテルへ。ゲストの天津木村がラブホテルあるあるを詩吟で披露する。最後は、事前にオリラジ自らTwitterで募集した彼女候補と新宿ステーションスクエアにて公開お見合いを実施。結果1組のカップルが誕生した。
- 収録当日（8月11日）の模様はUstreamで生配信された[4]。その後、YouTubeのLaLa TV公式チャンネルにてダイジェスト編集版が公開された[5]。

## スタッフ
- 企画：栗原美和子
- 構成：岸本浩二、川島カヨ
- CAM：中澤宏、田中祥嗣
- AUD：中西由香里
- CA：三好陽人、山脇吉記、加治峻介
- 編集：加藤昭信、江藤美穂、横山良一
- MA：櫻井伸二、中村裕子、小嶋雄介、谷澤宗明
- 音響効果：イジョンホ、小川慶一
- デザイン：松井夢壮
- リサーチ：吉田真理子
- 協力：SWISH JAPAN、THE TUBE、SCOPE、SPOT
- 宣伝：大屋直子、渡部城次、高坂薫、大島仁美
- AD：本田喬
- AP：木村厚太
- 企画補佐：三浦由里
- ディレクター：大森千代美、峰尾圭一、助川仁康、田中勝
- 演出：原田浩司
- プロデューサー：田村拓久良、森俊和、江間浩司、小笠原耕介
- 制作協力：NET WEB
- 制作・著作：女性チャンネル♪LaLaTV、吉本興業

## 備考
- 番組イメージとして長寿番組“『新婚さんいらっしゃい!』の若者版”を掲げている[6]。
- アダルトチャンネルが混在するCS放送とはいえインパクトの強い番組タイトルであり、番組立ち上げ時「君たちナイスカポー」の文言もなく『SEX鑑定団』とだけ書かれた企画書を見て、オリラジ中田は「こんな名前の番組が始まるわけがない」とドッキリを疑ったという[7]。
- 新番組発表会見の模様は、MCの中田が当時交際中だった福田萌（その後結婚）との交際発覚直後という話題性が手伝い、CS番組としては異例の扱いでメディアに大きく取り上げられた[8]。